# ゆめタウン倉敷

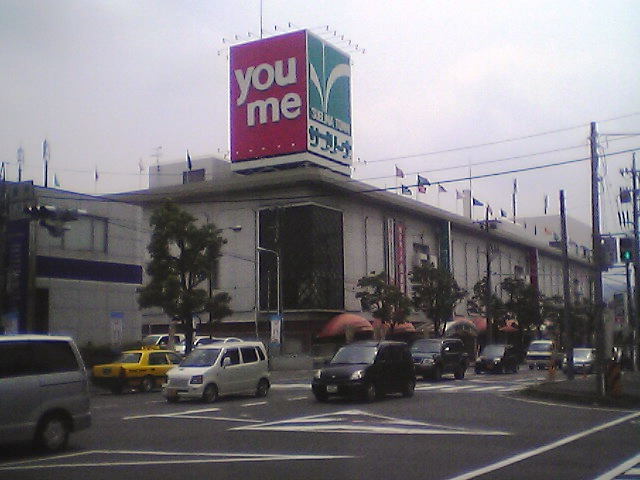
サブリーナタウン　2005年7月17日撮影

ゆめタウン倉敷（ゆめタウンくらしき）は、岡山県倉敷市笹沖にある、株式会社イズミが運営するショッピングセンター。旧称は倉敷サブリーナタウン。

## 概要
ゆめタウン倉敷は、1階で一般的な食料品中心のスーパーマーケットやファーストフード店、2階で衣料品、3階で衣料品や雑貨品、書籍などを扱う。1階のスーパーマーケット部分や一部の衣料品店をイズミが出店し、その他をテナントで構成している。サブリーナタウン時代は3階に飲食店のテナントが数軒ほど営業しており、夜間は他のエリアより遅くまで営業していたが、イズミによる買収に伴うリニューアルとともに撤退した。
立地的には、国道2号岡山バイパスと市道古城池線の交差する笹沖交差点に位置し、古城池線を挟んだ真向かいにエディオン倉敷本店が、交差点を挟んで斜め向かいにザ・ビッグ倉敷店があり、大型商業施設の激戦区となっている。

## 歴史
ゆめタウン倉敷の前身である倉敷サブリーナタウンは1979年（昭和54年）に開業。店舗の施工は藤木工務店である。サブリーナタウンは当時としては数少ない地元資本による郊外型ショッピングセンターとして設立・開業した。また、近年の大手資本の郊外型ショッピングセンターと異なり、テナントの多くも地元資本の店舗が入居し、イズミは核テナントの食品スーパーであった。
以来その経営は株式会社サブリーナが行ってきたが、2008年（平成20年）11月にイズミがサブリーナの全株式を取得し完全子会社化、2009年（平成21年）7月15日に「ゆめタウン倉敷」としてリニューアルオープン、開業時から入店していたテナントのいくつかが撤退した。その後イズミは2009年（平成21年）9月1日付でサブリーナを吸収合併、現在はイズミ直営となっている。

## 主なテナント
- タカラブネ
- マクドナルド
- リトルマーメイド
- サーティワンアイスクリーム
- ジェイティービー
- 金光薬局
- 銀座ジュエリーマキ
- 買取大吉

- さが美

- トリンプ
- ウィング
- グンゼ

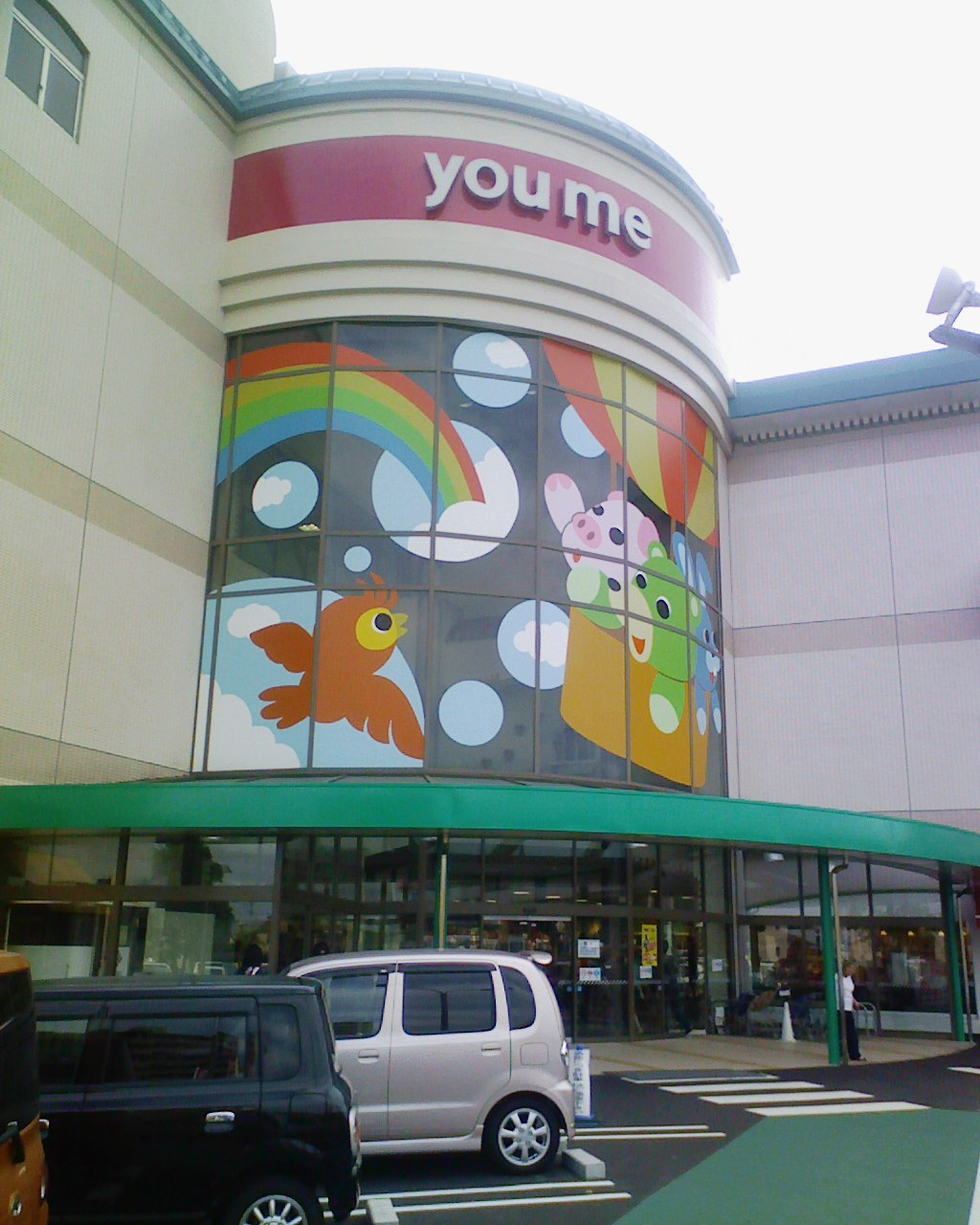
ゆめタウン倉敷の東側の吹き抜け。ファーストフード店が集中するエリア。

- X-SELL（イズミの関連会社・2008年9月1日付でイズミが吸収合併）
- 宮脇書店

- おかやまキャリアアップハローワーク (駐車場内の別棟で2009年7月26日まで営業していたダイソーの撤退後に同建家に入居）